# Cancionero de Segovia
Pour les articles homonymes, voir Segovia (homonymie).
Cancionero de Segovia, ou le chansonnier de Ségovie, aussi connu comme le chansonnier de la cathédrale de Ségovie ou Cancionero Musical de Segovia (CMS), est un manuscrit contenant de la musique de la Renaissance de la fin du XVe siècle et du début du XVIe.  Il contient surtout un large éventail d'œuvres de compositeurs espagnols, français et franco-flamands.  Le chansonnier est actuellement conservé aux archives du chapitre de la cathédrale de Ségovie.

## Le manuscrit
Après avoir appartenu à la bibliothèque de l'alcazar de Ségovie, incendiée en 1862, ce chansonnier, compilé à la fin du règne d'Isabelle la Catholique, c'est-à-dire entre 1499 et 1503, entra en possession de la cathédrale de Ségovie dans des circonstances demeurées obscures.
Le manuscrit fut redécouvert par Higinio Anglés dans les archives du chapitre de la cathédrale de Ségovie en 1922.
Le manuscrit se compose de 228 folios numérotés et est de format moyen : 291 mm x 215 mm, dont la zone écrite est de 239 mm x 166 mm.  Contrairement à d'autres chansonniers de l'époque, celui-ci n'a pas de table des matières et les œuvres n'y sont pas groupées selon le genre musical (romances, motets, etc.).
Il est divisé en deux parties :
- 1. la première partie, jusqu'au folio 206, contient plus de 150 œuvres du répertoire franco-flamand.
- 2. la seconde partie, de folio 207 jusqu'au folio 228, commence par le texte : « Aquj comjensan las obras castellanas (« Ici commencent les œuvres castillanes. »). »  Cette partie contient 40 œuvres, dont 37 en castillan, deux en latin (Pange lingua et Ave Rex Noster) et une œuvre sans texte.

Trois copistes anonymes semblent avoir été associés à la compilation de ce chansonnier.  Dans le tableau suivant, ils sont désignés par les lettres A, B et C:
| nos                                                               | Voix        | Genre musical | Copiste  |
| ----------------------------------------------------------------- | ----------- | --- | -------- |
| 1-10 11-35 35-65 66-67 68-79 80-95 96-151 152-163 164-201 202-203 | 3,4 4 3 2 3 | Messes Chants des offices et motets Chansons profanes Messes Chants des offices et motets (no 76 à 4v) Chansons profanes Chants des offices et chansons profanes, toujours groupés Motets et chansons Œuvres castillanes Œuvres latines de Mondejar et de Wreede | A B C[1] |
L'orthographe des incipits flamands est étonnamment correcte, contrairement à l'orthographe flamande des incipits des sources italiennes de la même époque.  Sans aucun doute, l'écrivain était familier avec le flamand, compte tenu de son orthographe irréprochable.  L'orthographe des incipits français trahit non seulement une influence castillane, mais également une flamande.  Le copiste du manuscrit aurait moins bien maîtrisé le français, car les incipits de cette langue présentent des castillanismes (ou des hispanismes) et des flamingismes.  Son écriture est plus moyen-)flamand qu’espagnole.  Le destinateur du chansonnier étant hispanophone, il est donc peu étonnant que le copiste ait omis les textes complets des chansons flamandes et françaises.  Un total de 33 (ou 34 ?) compositions flamandes est assez extraordinaire pour un manuscrit de cette période, à la fois en termes relatifs et en termes absolus.  Non moins remarquable est le grand nombre de compositions attribuées à Obrecht, dont on a copié 31 compositions en tout, dont pas moins de 16 chansons flamandes.  Tout cela fait croire que le copiste A aurait été un musicien flamand qui aurait longtemps vécu en Castille.

## Les œuvres
Ce codex contient 204 œuvres en cinq langues différentes : 74 en latin, 50 en français, 38 en castillan, 34 en flamand et 8 en italien.  De celles-ci, 97 ne figurent que dans cette source.  Les œuvres latines et castillanes sont pourvues de paroles, alors que les œuvres françaises et flamandes n’ont été munies que d’un incipit.  Les pièces appartiennent à un grand nombre de compositeurs célèbres (27) et quelques-unes sont anonymes.  
Le chansonnier de Ségovie contient des œuvres à sujets religieux ou profanes.  Parmi les genres représentés, on trouve la messe, le motet, le villancico, la chanson et la musique instrumentale.  On trouve une gamme de compositions, allant d'un style assez simple, comme c'est le cas de certaines œuvres castillanes, jusqu’à la complexité extrême de certaines autres œuvres.

## Les compositeurs
Les compositeurs dont des œuvres figurent dans le manuscrit sont les suivants :
- Jacob Obrecht (31)
- Heinrich Isaac (21)
- Alexander Agricola (19)
- Loyset Compère (15)
- Juan de Anchieta (9)
- Johannes Tinctoris (7)
- Josquin des Prés (7)
- Antoine Brumel (6)
- Juan del Encina (6)
- Hayne van Ghizeghem (5)
- Francisco de la Torre (4)
- Matthaeus Pipelare (4)
- Petrus Elinc (4)
- Roelkin (= Rudolph Agricola ?) (3)
- Johannes Martini (3)
- Antoine Busnois (2)
- Johannes Wreede (Juan de Urrede) (2)
- Adam (2)
- Philippe Caron (1)
- Pedro de Lagarto (1)
- Alonso de Mondéjar (1)
- Juan Pérez de Gijón (1)
- Johannes Joye (1)
- Jacobus Barbireau (1)
- Marturia Prats (1)
- Johannes Ffarer (1)
- Alonso Pérez de Alba (1)

## Liste complète des œuvres
Ci-dessous, une description détaillée des œuvres du chansonnier. Les codes de la colonne des « concordances » avec d’autres manuscrits et fragments sont expliqués plus bas.  Ceux de la colonne des « enregistrements » sont expliqués dans la section « discographie ».
| Nº                                        | Œuvre                                                | Voix | Compositeur                                                                    | Genre musical        | Concordances                                                                 | Enregistrements                                       | Commentaires                                  |
| Première partie : œuvres franco-flamandes |                                                      |      |                                                                                |                      |                                                                              |                                                       |                                               |
| ----------------------------------------- | ---------------------------------------------------- | ---- | ------------------------------------------------------------------------------ | -------------------- | ---------------------------------------------------------------------------- | ----------------------------------------------------- | --------------------------------------------- |
| 1                                         | Messe Wol auff gesell von hynnen                     | 3-6  | Heinrich Isaac                                                                 |                      |                                                                              |                                                       | incomplète                                    |
| 2                                         | Messe L'homme arme sexti toni                        | 4    | Josquin des Prés                                                               |                      |                                                                              |                                                       |                                               |
| 3                                         | Messe Libenter gloriabor                             | 4    | Jacob Obrecht                                                                  |                      |                                                                              |                                                       |                                               |
| 4                                         | Messe Adieu mes amours                               | 4    | Jacob Obrecht                                                                  |                      |                                                                              |                                                       |                                               |
| 5                                         | Messe Rose playsante                                 | 4    | Jacob Obrecht                                                                  |                      |                                                                              |                                                       |                                               |
| 6                                         | Messe Fortuna disperata                              | 4    | Jacob Obrecht                                                                  |                      |                                                                              |                                                       | sans l’Agnus Dei                              |
| 7                                         | Messe Quant j'ay au cor                              | 4    | Heinrich Isaac                                                                 |                      | Q18, I27, 757, HAR(3v)                                                       |                                                       |                                               |
| 8                                         | Messe Sine nomine                                    | 4    | Matthaeus Pipelare                                                             |                      |                                                                              |                                                       |                                               |
| 9                                         | Patrem omnipotentem (Messe Beata Virgine)            | 4    | Juan de Anchieta                                                               |                      |                                                                              |                                                       |                                               |
| 10                                        | Salve Regina (Ad te clamamus / Eya ergo / O clemens) | 4    | Heinrich Isaac                                                                 |                      |                                                                              |                                                       |                                               |
| 11                                        | Salve Regina (Vita dulcedo / Benedictum fructum)     | 4    | Jacob Obrecht                                                                  |                      | Q18                                                                          |                                                       |                                               |
| 12                                        | Magnificat (quarti toni)                             | 4    | Alexander Agricola (ou Antoine Brumel ?)                                       |                      |                                                                              |                                                       |                                               |
| 13                                        | Magnificat                                           | 4    | Josquin des Prés                                                               |                      |                                                                              | AGO                                                   |                                               |
| 14                                        | Inter praeclarissimas virtutes                       | 4    | Jacob Obrecht                                                                  |                      |                                                                              |                                                       |                                               |
| 15                                        | Mille quingentis ("Requiem")                         | 4    | Jacob Obrecht                                                                  |                      |                                                                              |                                                       |                                               |
| 16                                        | Ave maria... Virgo serena                            | 4    | Josquin des Prés                                                               |                      |                                                                              | ODH                                                   |                                               |
| 17                                        | O intemerata Virgo                                   | 4    | Josquin des Prés                                                               |                      |                                                                              |                                                       |                                               |
| 18                                        | Salve virgo sanctissima                              | 4    | Heinrich Isaac                                                                 |                      |                                                                              |                                                       |                                               |
| 19                                        | Omnis spiritus laudet                                | 5    | Jacob Obrecht                                                                  | motet                |                                                                              | DAE                                                   |                                               |
| 20                                        | Benedicamus in laude Jhesu                           | 4    | Jacob Obrecht                                                                  |                      |                                                                              |                                                       |                                               |
| 21                                        | Exortum est in tenebris                              | 4    | Matthaeus Pipelare                                                             |                      |                                                                              |                                                       | = Fors seulement                              |
| 22                                        | Cuius sacrata viscera                                | 4    | Jacob Obrecht                                                                  |                      |                                                                              |                                                       |                                               |
| 23                                        | Domine non secundum peccata                          | 4    | Johannes Ffarer                                                                |                      |                                                                              | AGO                                                   |                                               |
| 24                                        | Ave, regina celorum                                  | 4    | Heinrich Isaac                                                                 |                      |                                                                              |                                                       |                                               |
| 25                                        | Domini Jhesu Christe qui hora Dei                    | 4    | Juan de Anchieta                                                               |                      |                                                                              |                                                       |                                               |
| 26                                        | Virgo et mater                                       | 4    | Juan de Anchieta                                                               |                      |                                                                              | PEÑ                                                   |                                               |
| 27                                        | In passione Domini                                   | 4    | Juan de Anchieta                                                               |                      |                                                                              | ODH                                                   |                                               |
| 28                                        | Domine, ne memineris                                 | 4    | Juan de Anchieta                                                               |                      |                                                                              | AGO                                                   |                                               |
| 29                                        | Kyrie eleyson... Qui expansis                        | 4    | Anonyme                                                                        |                      |                                                                              |                                                       |                                               |
| 30                                        | Veni, Sancte Spiritus / Veni Creator Spiritus        | 4    | Alonso Pérez de Alba                                                           |                      |                                                                              | ODH                                                   |                                               |
| 31                                        | O crux ave, spes unica                               | 4    | Anonyme                                                                        |                      |                                                                              |                                                       |                                               |
| 32                                        | Kyrie eleyson... qui passurus                        | 4    | Anonyme                                                                        |                      |                                                                              |                                                       |                                               |
| 33                                        | O bone Jhesu                                         | 4    | Juan de Anchieta (Loyset Compère ?)                                            | motet                | CML                                                                          | MUN, CAB                                              |                                               |
| 34                                        | Te Dominum confitemur                                | 4    | Anonyme                                                                        |                      |                                                                              |                                                       |                                               |
| 35                                        | Juste judex Jhesu Christe                            | 4    | Anonyme                                                                        |                      |                                                                              | AGO                                                   |                                               |
| 36                                        | Tmeiskin was jonc, jonc wel van passe                | 4    | Jacob Obrecht                                                                  |                      | Q17, HAR                                                                     | CAM                                                   | = De tusche in busche                         |
| 37                                        | Sullen wij langhe in drucke moeten leven             | 4    | Jacob Obrecht                                                                  |                      |                                                                              | CAM, OBR                                              |                                               |
| 38                                        | Sancte Michael, ora pro nobis                        |      | Loyset Compère                                                                 |                      |                                                                              |                                                       | incomplet                                     |
| 39                                        | J'ay priis amours                                    | 4    | Johannes Martini (Antoine Busnois ?)                                           |                      | HAR                                                                          |                                                       |                                               |
| 40                                        | Fortuna vincineta                                    |      | Anonyme                                                                        |                      |                                                                              |                                                       | incomplet                                     |
| 41                                        | Je ne demande                                        | 4    | Antoine Busnois                                                                |                      | PIX, Q18, HAR                                                                |                                                       |                                               |
| 42                                        | Je n'ay deul                                         | 4    | Alexander Agricola                                                             |                      | Q17, 178, I27, 757, HAR                                                      | ORL                                                   |                                               |
| 43                                        | Elaes (que pourra devenir)                           | 4    | Philippe Caron                                                                 |                      | PIX, Q16(3v), Q18, I27(3v), 757(3v), HAR                                     |                                                       |                                               |
| 44                                        | Fortuna disperata                                    | 5    | Heinrich Isaac                                                                 | chanson              |                                                                              | AGO                                                   |                                               |
| 45                                        | Le souvenir                                          | 4    | Johannes Tinctoris                                                             |                      |                                                                              |                                                       |                                               |
| 46                                        | Fortuna disperata / Sancte Petre / Ora pro nobis     | 5    | Heinrich Isaac                                                                 |                      |                                                                              | DAE                                                   |                                               |
| 47                                        | J'ay priis amours                                    |      | Heinrich Isaac                                                                 |                      | 178                                                                          |                                                       | incomplète                                    |
| 48                                        | Morkin ic hebbe ter scolen gheleghen                 | 4    | Matthaeus Pipelare                                                             |                      |                                                                              |                                                       |                                               |
| 49                                        | Laet u ghenoughen liever Johan                       | 4    | Jacob Obrecht                                                                  |                      |                                                                              | CAM, OBR                                              |                                               |
| 50                                        | Wat willen wij metten budel spelen, ons ghelt es uut |      | Jacob Obrecht                                                                  |                      | I27                                                                          | CAM, OBR                                              |                                               |
| 51                                        | Tsaat een eleen meisken al up een blocskin           | 4    | Jacob Obrecht                                                                  |                      | HAR                                                                          | CAM                                                   |                                               |
| 52                                        | Waer sij di Han / Wie roept ons daer                 | 4    | Jacob Obrecht                                                                  |                      |                                                                              | CAM, OBR                                              |                                               |
| 53                                        | Lacen adieu wel zoete partye                         | 4    | Jacob Obrecht                                                                  |                      |                                                                              | CAM                                                   |                                               |
| 54                                        | Zart reyne vrucht                                    | 4    | Roelkin (= Rudolph Agricola ?)                                                 |                      |                                                                              |                                                       |                                               |
| 55                                        | Den haghel ende die calde snee                       | 4    | Jacob Obrecht                                                                  |                      |                                                                              | CAM                                                   |                                               |
| 56                                        | Veci la dancha barberi                               | 4    | Loyset Compère                                                                 |                      |                                                                              |                                                       |                                               |
| 57                                        | Weet ghij wat mijnder jonghen herten deert           | 4    | Jacob Obrecht                                                                  |                      |                                                                              | CAM, OBR                                              |                                               |
| 58                                        | Mon pere m'a done (donné) mari                       | 4    | Loyset Compère                                                                 |                      |                                                                              |                                                       |                                               |
| 59                                        | Vergironette (Bergerette) savosienne                 | 4    | Josquin des Prés                                                               |                      | HAR                                                                          |                                                       |                                               |
| 60                                        | Ic hoerde de clocskins luden                         | 4    | Jacob Obrecht                                                                  |                      |                                                                              | CAM                                                   |                                               |
| 61                                        | Als al de weerelt in vruechden leeft                 | 4    | Jacob Obrecht                                                                  |                      |                                                                              | CAM, OBR                                              |                                               |
| 62                                        | Ic draghe de mutse clutse                            | 4    | Jacob Obrecht                                                                  |                      |                                                                              | CAM                                                   |                                               |
| 63                                        | I[c e]n hebbe ghen ghelt in myn bewelt               | 4    | Jacob Obrecht                                                                  |                      |                                                                              | CAM                                                   |                                               |
| 64                                        | Ic weinsche alle scoene vrauwen eere                 | 4    | Jacob Obrecht                                                                  |                      |                                                                              | CAM, OBR                                              |                                               |
| 65                                        | Meiskin es u cutkin ru                               | 4    | Jacob Obrecht                                                                  |                      | 178, HAR                                                                     | CAM, OBR                                              |                                               |
| 66                                        | Messe (sine nomine)                                  | 3    | Alexander Agricola (Aulen ?)                                                   |                      |                                                                              |                                                       |                                               |
| 67                                        | Magnificat                                           | 3    | Antoine Brumel                                                                 |                      |                                                                              |                                                       |                                               |
| 68                                        | Magnificat                                           | 3    | Juan de Anchieta                                                               |                      |                                                                              |                                                       |                                               |
| 69                                        | Salve sancta facies nostra redemptoris               | 3    | Anonyme                                                                        |                      |                                                                              |                                                       |                                               |
| 70                                        | Imperatrix reginarum                                 | 3    | Anonyme                                                                        |                      |                                                                              | AGO                                                   |                                               |
| 71                                        | Osanna salvifica tuum plasma                         | 3    | Anonyme                                                                        |                      |                                                                              |                                                       |                                               |
| 72                                        | Alleluya                                             | 3    | Anonyme                                                                        |                      |                                                                              |                                                       |                                               |
| 73                                        | Alleluya, Salve virgo mater dei                      | 3    | Anonyme                                                                        |                      |                                                                              | AGO                                                   |                                               |
| 74                                        | Aleph. Quomodo obscuratum est / Beth. Filii Syon     | 3    | Anonyme                                                                        |                      |                                                                              |                                                       |                                               |
| 75                                        | Aleph. Vie Syon lugent / Facti sunt hostes           | 3    | Anonyme                                                                        |                      |                                                                              |                                                       |                                               |
| 76                                        | Ave, verum corpus Domini                             | 4    | Anonyme                                                                        |                      |                                                                              | AGO                                                   |                                               |
| 77                                        | Ave, ancilla trinitatis                              | 3    | Antoine Brumel                                                                 |                      |                                                                              |                                                       |                                               |
| 78                                        | Mater patris et filia mulieris                       | 3    | Antoine Brumel                                                                 |                      | Q18, HAR                                                                     | ORL                                                   |                                               |
| 79                                        | Ave, maris stella                                    | 3    | Jacob Obrecht                                                                  |                      |                                                                              | AGO                                                   |                                               |
| 80                                        | Dat ic mijn lijden aldus helen moet                  | 3    | Petrus Elinc                                                                   |                      | Q17                                                                          |                                                       |                                               |
| 81                                        | In meinen zin                                        | 3    | Alexander Agricola                                                             |                      | 178                                                                          |                                                       |                                               |
| 82                                        | D'ung aultre amer                                    | 3    | Alexander Agricola                                                             |                      |                                                                              | AGO                                                   |                                               |
| 83                                        | Oblier suis                                          | 3    | Alexander Agricola                                                             |                      | Q17                                                                          |                                                       |                                               |
| 84                                        | Vrucht ende moet es gar da hin                       | 3    | Roelkin (= Rudolph Agricola ?)                                                 |                      |                                                                              |                                                       |                                               |
| 85                                        | Vergironette (Bergerette) savosienne                 | 3    | Loyset Compère                                                                 |                      |                                                                              | AGO                                                   |                                               |
| 86                                        | Tandernaken al up den Rijn                           | 3    | Alexander Agricola                                                             |                      |                                                                              |                                                       |                                               |
| 87                                        | Soyt loyng ou pres                                   | 3    | Alexander Agricola                                                             |                      | Q17, I27                                                                     |                                                       |                                               |
| 88                                        | Che nest pas jeu                                     | 3    | Hayne van Ghizeghem (ou Johannes Ockeghem ?)                                   |                      | I27                                                                          |                                                       |                                               |
| 89                                        | Aletz regretz                                        | 3    | Hayne van Ghizeghem                                                            |                      | Q17, 178, 235, I27, 757, HAR                                                 |                                                       |                                               |
| 90                                        | Mon souvenir                                         | 3    | Hayne van Ghizeghem                                                            |                      | Q17, 178, 235, I27, HAR                                                      |                                                       |                                               |
| 91                                        | Adieu natuerlic leven mijn                           | 3    | Petrus Elinc                                                                   |                      |                                                                              | AGO                                                   |                                               |
| 92                                        | Moet mij lacen u vriendelic schijn                   | 3    | Jacob Obrecht                                                                  |                      |                                                                              | AGO*, CAM                                             |                                               |
| 93                                        | Verlanghen ghij doet mynder herten piin              | 3    | Petrus Elinc                                                                   |                      |                                                                              |                                                       |                                               |
| 94                                        | Een vroijlic wesen                                   | 3    | Jacobus Barbireau                                                              |                      | I27                                                                          |                                                       |                                               |
| 95                                        | Mijn alderliefste moeselkin                          | 3    | Alexander Agricola                                                             |                      |                                                                              | AGO*, POL                                             |                                               |
| 96                                        | Cuius sacrata viscera                                | 3    | Jacob Obrecht                                                                  |                      |                                                                              |                                                       |                                               |
| 97                                        | Gracias refero tibi, Domine Jesu Christe             | 3    | Heinrich Isaac                                                                 |                      |                                                                              |                                                       |                                               |
| 98                                        | Santa Maria, ora pro nobis                           | 3    | Anonyme                                                                        |                      |                                                                              |                                                       |                                               |
| 99                                        | Domine non secundum peccata nostra                   | 3    | Juan de Anchieta                                                               |                      |                                                                              | AGO                                                   |                                               |
| 100                                       | Conditor alme siderum                                | 3    | Juan de Anchieta                                                               |                      |                                                                              | AGO                                                   |                                               |
| 101                                       | Conditor alme siderum                                | 3    | Marturia Prats                                                                 |                      |                                                                              |                                                       |                                               |
| 102                                       | Ave, sanctissima Maria mater Dei                     | 3    | Anonyme                                                                        |                      |                                                                              | AGO                                                   |                                               |
| 103                                       | Si dedero                                            | 3    | Alexander Agricola                                                             |                      | Q16, Q17, Q18, 178, 235, I27, 757, HAR                                       | ORL                                                   |                                               |
| 104                                       | Criste, si dedero                                    | 3    | Jacob Obrecht                                                                  |                      |                                                                              |                                                       | = Christe de la Missa Si dedero               |
| 105                                       | In pace in idipsum                                   | 3    | Josquin des Prés                                                               |                      | Q17, 178, I27                                                                |                                                       | contrafactum de Que vous madame               |
| 106                                       | Ortus de celo flos est (La stangetta)                | 3    | Heinrich Isaac (Jacob Obrecht ou Gaspar van Weerbeke ??)                       |                      | HAR                                                                          |                                                       |                                               |
| 107                                       | O intemerata                                         | 3    | Johannes Martini                                                               |                      |                                                                              |                                                       |                                               |
| 108                                       | Hoer hier myn liever gheselle                        | 3    | Petrus Elinc                                                                   |                      |                                                                              |                                                       |                                               |
| 109                                       | De tous biens playne                                 | 3    | Alexander Agricola                                                             |                      | HAR                                                                          |                                                       |                                               |
| 110                                       | Fortuna disperata                                    | 3    | Antoine Busnois                                                                |                      | 431                                                                          | DAE, SCH                                              |                                               |
| 111                                       | O venus bant                                         | 3    | Alexander Agricola                                                             |                      |                                                                              | FLA                                                   |                                               |
| 112                                       | Princesse de toute beaulte                           | 3    | Alexander Agricola                                                             |                      |                                                                              |                                                       |                                               |
| 113                                       | Elaes                                                | 3    | Heinrich Isaac                                                                 |                      | Q18, 178, I27, 757, HAR                                                      |                                                       | =La Morra ; Donna gentile                     |
| 114                                       | Ave, crux, spes unica                                | 3    | Antoine Brumel                                                                 |                      |                                                                              |                                                       |                                               |
| 115                                       | De tous biens playne / Et qui la dira                | 2    | Heinrich Isaac                                                                 | quodlibet            |                                                                              | DAE, SCH                                              |                                               |
| 116                                       | Elaes                                                | 3    | Heinrich Isaac                                                                 |                      | 757, HAR                                                                     |                                                       |                                               |
| 117                                       | Mijns liefskins bruyn oghen                          | 3    | Matthaeus Pipelare                                                             |                      |                                                                              |                                                       |                                               |
| 118                                       | Reveille toy franc cuer                              | 3    | Loyset Compère                                                                 |                      |                                                                              |                                                       |                                               |
| 119                                       | Adieu comment joye                                   | 3    | Adam                                                                           |                      |                                                                              |                                                       |                                               |
| 120                                       | Si j'ai parle aucunement                             | 3    | Loyset Compère                                                                 |                      | Q17                                                                          |                                                       |                                               |
| 121                                       | Vostre amour                                         | 3    | Heinrich Isaac                                                                 |                      | 178                                                                          |                                                       | = Christe de la Missa Chargé de deul          |
| 122                                       | Jamays                                               | 3    | Antoine Brumel                                                                 |                      |                                                                              |                                                       | = Gracieuse gente meuniere                    |
| 123                                       | Vive el noble rey                                    | 3    | Loyset Compère                                                                 |                      |                                                                              |                                                       |                                               |
| 124                                       | De tous biens playne                                 | 3    | Alexander Agricola                                                             |                      |                                                                              |                                                       |                                               |
| 125                                       | Je ne fays plus                                      | 3    | Loyset Compère                                                                 |                      | PIX, Q17, 176, 178, 235, I27, HAR                                            |                                                       |                                               |
| 126                                       | J'ay bieau huwert                                    | 3    | Loyset Compère                                                                 |                      | Q16, 178, 757, HAR                                                           |                                                       |                                               |
| 127                                       | Fortuna disperata                                    | 3    | Josquin des Prés                                                               |                      |                                                                              | AGO, SCH                                              |                                               |
| 128                                       | Het es al ghedaen                                    | 3    | Heinrich Isaac                                                                 |                      |                                                                              |                                                       |                                               |
| 129                                       | Amours, Amours                                       | 3    | Hayne van Ghizeghem                                                            |                      | PIX, 431, I27, HAR(4v)                                                       |                                                       |                                               |
| 130                                       | Elaes Abrayam                                        | 3    | Loyset Compère                                                                 |                      | HAR                                                                          |                                                       | = Helas le bon temps                          |
| 131                                       | Puis que                                             | 3    | Loyset Compère                                                                 |                      | Q16                                                                          |                                                       |                                               |
| 132                                       | Cayphas                                              | 3    | Loyset Compère (ou Johannes Martini ?)                                         |                      |                                                                              |                                                       |                                               |
| 133                                       | En attendant                                         | 3    | Loyset Compère                                                                 |                      | Q18, 178                                                                     |                                                       |                                               |
| 134                                       | My my                                                | 3    | Heinrich Isaac                                                                 |                      |                                                                              |                                                       |                                               |
| 135                                       | Penser en vous                                       | 3    | Hayne van Ghizeghem                                                            |                      |                                                                              |                                                       |                                               |
| 136                                       | Pour vostre amour                                    | 3    | Antoine Brumel                                                                 |                      | I27                                                                          |                                                       | = Digan a les donzelles de Heinrich Isaac     |
| 137                                       | Nec michi nec tibi                                   | 3    | Jacob Obrecht                                                                  |                      | 431, I27                                                                     | CAM                                                   |                                               |
| 138                                       | O venus bant                                         | 3    | Alexander Agricola                                                             |                      | 178, I27                                                                     | FLA                                                   |                                               |
| 139                                       | J'ay bien nori                                       | 3    | Johannes Joye (ou J. Japart ?)                                                 |                      | 178, I27                                                                     |                                                       | = Ja bien rise tans                           |
| 140                                       | Scoen kint                                           | 3    | Johannes Martini                                                               |                      |                                                                              |                                                       | = Fuga la morie                               |
| 141                                       | Beaulte damours                                      | 3    | Loyset Compère                                                                 |                      |                                                                              |                                                       |                                               |
| 142                                       | Comt hier                                            | 3    | Heinrich Isaac                                                                 |                      |                                                                              |                                                       | = Pour mieulx valoir de F. Rubinet            |
| 143                                       | Moyses                                               | 3    | Heinrich Isaac (ou Jacobus Barle ?)                                            |                      |                                                                              |                                                       | = Kyrie de la messe anonyme n° 7 de E-Bbc 454 |
| 144                                       | Garisse moy                                          | 3    | Loyset Compère                                                                 |                      | Q18, HAR                                                                     |                                                       |                                               |
| 145                                       | Je ne fays plus                                      | 3    | Loyset Compère                                                                 |                      | 178                                                                          |                                                       |                                               |
| 146                                       | Gentile spiritus                                     | 3    | Heinrich Isaac                                                                 |                      |                                                                              |                                                       |                                               |
| 147                                       | Elaes                                                | 3    | Alexander Agricola                                                             |                      |                                                                              |                                                       | = Helas madame que feraige                    |
| 148                                       | De tous biens playne                                 | 3    | Alexander Agricola                                                             |                      |                                                                              |                                                       |                                               |
| 149                                       | Cecus non judicat de coloribus                       | 3    | Ferdinandus et frater eius                                                     |                      | Q17                                                                          |                                                       | = Ave ancilla trinitas de Heinrich Isaac      |
| 150                                       | La martinella                                        | 3    | Heinrich Isaac                                                                 |                      |                                                                              |                                                       |                                               |
| 151                                       | Morte que fay                                        | 3    | Heinrich Isaac                                                                 | canzona              | 431(4v)                                                                      | DAE                                                   |                                               |
| 152                                       | Gaudeamus omnes in Domino                            | 2    | Alexander Agricola                                                             |                      |                                                                              |                                                       |                                               |
| 153                                       | Regina celi                                          | 2    | Jacob Obrecht                                                                  |                      |                                                                              |                                                       |                                               |
| 154                                       | De tous biens playne                                 |      | Adam                                                                           |                      |                                                                              |                                                       |                                               |
| 155                                       | Comme femme desconforté                              | 2    | Alexander Agricola                                                             |                      |                                                                              |                                                       |                                               |
| 156                                       | De tous biens playne                                 | 2    | Johannes Tinctoris                                                             |                      |                                                                              | DAE                                                   |                                               |
| 157                                       | De tous biens playne                                 |      | Roelkin (= Rudolph Agricola ?)                                                 |                      | M36                                                                          | SCH                                                   |                                               |
| 158                                       | Le souvenir                                          | 2    | Johannes Tinctoris                                                             |                      |                                                                              |                                                       |                                               |
| 159                                       | D'ung aultre amer                                    | 2    | Johannes Tinctoris                                                             |                      | M36                                                                          |                                                       |                                               |
| 160                                       | [Aleluya]                                            | 2    | Johannes Tinctoris                                                             |                      | M36                                                                          |                                                       | sans texte                                    |
| 161                                       | Tout a par moy                                       | 2    | Johannes Tinctoris                                                             |                      |                                                                              |                                                       |                                               |
| 162                                       | Fecit potentiam (secundi toni)                       |      | Anonyme                                                                        |                      |                                                                              |                                                       |                                               |
| 163                                       | Comme femme                                          |      | Johannes Tinctoris                                                             |                      |                                                                              |                                                       |                                               |
| Seconde partie : œuvres castillanes       |                                                      |      |                                                                                |                      |                                                                              |                                                       |                                               |
| 164                                       | Justa fue mi perdición                               | 3    | Francisco de la Torre                                                          | villancico           | CMP                                                                          | ZIR, ORL, DAE, PAN                                    |                                               |
| 165                                       | Gran gasajo siento yo                                | 4    | Juan del Encina                                                                | villancico de égloga | CMP                                                                          | ANT                                                   |                                               |
| 166                                       | Pues jamás olvidaros                                 | 4    | Juan del Encina                                                                | canción              | CMP, FRO, DEF                                                                | ANT, PAL, ACC, CAP                                    |                                               |
| 167                                       | Nunca fue pena mayor                                 | 3    | Johannes Wreede (Juan de Urrede) (Texte : García Álvarez de Toledo y Enríquez) |                      | CMP, CMC, PIX, 831, Q16(4v), Q17, Q18, 176, 178, 235, 431, I27, 757, HAR(4v) | MAG, COL, EGB, HIL, WAV                               |                                               |
| 168                                       | Al dolor de mi cuidado                               | 3    | Juan Pérez de Gijón                                                            |                      | CMP, CMC                                                                     |                                                       |                                               |
| 169                                       | Romerico tu que vienes                               | 3    | Juan del Encina                                                                | villancico a diálogo | CMP, CME                                                                     | ANT, VAL, BER, COM, ALT, SPI, DAE, UFF                |                                               |
| 170                                       | O que chapado plazer                                 | 3    | Anonyme                                                                        |                      |                                                                              |                                                       |                                               |
| 171                                       | Damos gracias a ti Dios                              | 3    | Francisco de la Torre                                                          | romance              | CMP                                                                          | ZIR, FIC, VIC                                         |                                               |
| 172                                       | Peligroso pensamiento                                | 3    | Francisco de la Torre                                                          | villancico           | CMP                                                                          | ZIR, EGB                                              |                                               |
| 173                                       | Dezi, flor resplandeçiente                           | 3    | Anonyme                                                                        |                      |                                                                              | HEN                                                   |                                               |
| 174                                       | Contento soy que dolais dolor                        | 3    | Anonyme                                                                        |                      |                                                                              |                                                       |                                               |
| 175                                       | Al del hato ça los angeles                           | 3    | Anonyme                                                                        |                      |                                                                              |                                                       |                                               |
| 176                                       | Ya no quiero tener fe, señora                        | 3    | Juan del Encina                                                                | villancico           | CMP                                                                          | ANT, MAY, DAE, MAG                                    |                                               |
| 177                                       | El descanso de vos ver                               | 3    | Anonyme                                                                        |                      |                                                                              |                                                       |                                               |
| 178                                       | Amor quiso que os quisiese                           | 3    | Anonyme                                                                        |                      |                                                                              |                                                       |                                               |
| 179                                       | Por muy dichoso se tenga                             | 3    | Juan del Encina                                                                | cantata              | CMP                                                                          | ANT                                                   |                                               |
| 180                                       | Ay triste que vengo                                  | 3    | Juan del Encina                                                                | villancico           |                                                                              | ANT, HES, ANG, EMC, KIN, LAN, RON, ACC, RIC, DUF, CDM |                                               |
| 181                                       | Mas lo precio que mi Enrique                         | 3    | Anonyme                                                                        |                      | CMP                                                                          |                                                       |                                               |
| 182                                       | No cesé hasta que os vi                              | 3    | Anonyme                                                                        |                      |                                                                              |                                                       |                                               |
| 183                                       | Qual estávades anoche                                | 4    | Anonyme                                                                        |                      |                                                                              |                                                       |                                               |
| 184                                       | Ya no quiero ser vaquero                             | 3    | Juan del Encina                                                                | villancico           | CMP                                                                          | ANT                                                   |                                               |
| 185                                       | (Sin texto)                                          | 3    | Anonyme                                                                        |                      |                                                                              |                                                       |                                               |
| 186                                       | Harto de tanta porfia                                | 3    | Anonyme                                                                        |                      | CMP(4v)                                                                      | CAR, PAL, GOT                                         |                                               |
| 187                                       | Oyga tu merced y crea                                | 3    | Anonyme (Texte : Juan de Mena)                                                 |                      | CMP, CMC                                                                     |                                                       |                                               |
| 188                                       | Adoramuste, Señor                                    | 4    | Francisco de la Torre                                                          | (danza de seises)    | CMP                                                                          | ZIR, ORL, PIF*, REN                                   |                                               |
| 189                                       | Andad pasiones andad                                 | 3    | Pedro de Lagarto                                                               |                      | CMP, CMC                                                                     | ORL                                                   |                                               |
| 190                                       | O si vieras al moçuelo                               | 3    | Anonyme                                                                        |                      |                                                                              |                                                       |                                               |
| 191                                       | Nuevas, nuevas de plazer                             | 3    | Anonyme                                                                        |                      |                                                                              |                                                       |                                               |
| 192                                       | Nuevas, nuevas por tu fe                             | 3    | Anonyme                                                                        |                      |                                                                              | HEN                                                   |                                               |
| 193                                       | Como nos liebas, amor                                | 3    | Anonyme                                                                        |                      |                                                                              |                                                       |                                               |
| 194                                       | Quanto más lexos de ti                               | 4    | Anonyme                                                                        |                      |                                                                              |                                                       |                                               |
| 195                                       | Quedóse do quedo yo                                  | 3    | Anonyme                                                                        |                      |                                                                              | AGO                                                   |                                               |
| 196                                       | Para verme con ventura                               | 3    | Juan del Encina                                                                | villancico           | CMP, UPS                                                                     | ANT, CAN, INC                                         |                                               |
| 197                                       | Con temor y con plazer                               | 3    | Anonyme                                                                        |                      |                                                                              |                                                       |                                               |
| 198                                       | Vete amor busca do'stés                              | 3    | Anonyme                                                                        |                      |                                                                              |                                                       |                                               |
| 199                                       | Desdichado fue nacer                                 | 3    | Anonyme                                                                        |                      |                                                                              |                                                       |                                               |
| 200                                       | Vos partiste, yo quedé                               | 3    | Anonyme                                                                        |                      |                                                                              |                                                       |                                               |
| 201                                       | Subime a lo alto                                     | 3    | Anonyme                                                                        |                      |                                                                              |                                                       |                                               |
| 202                                       | Pange lingua                                         | 4    | Johannes Wreede (Juan de Urrede)                                               | motet                |                                                                              | DAE                                                   |                                               |
| 203                                       | Ave, Rex noster                                      | 4    | Alonso de Mondéjar                                                             |                      |                                                                              | AGO, ORL, HIL                                         |                                               |
| 204                                       | Ne recorderis                                        |      | Anonyme                                                                        |                      |                                                                              |                                                       | incomplet                                     |

(*) Version instrumentale
Concordances avec d’autres sources :
- Manuscrits :
  - Q16 - Bologne, Musée international et bibliothèque de la musique, MS Q16 (I-Bc Q 16)
  - Q17 - Bologne, Musée international et bibliothèque de la musique, MS Q17 (I-Bc Q 17)
  - Q18 - Bologne, Musée international et bibliothèque de la musique, MS Q18 (I-Bc Q 18)
  - CME - Elvas, Bibliothèque municipale Publia Hortensia, MS 11793 (Cancionero de Elvas) (P-Em 11793)
  - 176 - Florence, Bibliothèque nationale centrale, Ms. Magl. XIX. 176 (I-Fn Magl.XIX 176)
  - 178 - Florence, Bibliothèque nationale centrale, MS. Magl. XIX. 178 (I-Fn Magl.XIX 178)
  - 235 - Florence, Bibliothèque Riccardiana, MS. 2356 (I-Fr 2356)
  - CML  - Lisbonne, Biblioteca Nacional Colecçāo Dr. Ivo Cruz, MS 60 (Cancionero de Lisboa) (P-Ln Res C.I.C. 60)
  - CMP - Madrid, Bibliothèque royale, MS II - 1335 (Cancionero de Palacio)
  - 831 - Oxford, Bibliothèque bodléienne, MS. Ashmole 831 (GB-Ob Ashmole 831)
  - PIX - Paris, Bibliothèque nationale, fonds français 15123 (Chansonnier Pixérécourt) (F-Pn 15123)
  - M36 - Pérouse, Biblioteca Comunale Augusta, Ms. 36 (I-PEc M 36)
  - 431 - Pérouse, Biblioteca Comunale Augusta, Ms. 431 (olim G20) (I-PEc 431)
  - I27 - Rome, Bibliothèque apostolique vaticane, C. G.XIII. 2 7 (Cappella Giulia Chansonnier) (I-Rvat CG XIII.27 ).
  - CMC - Séville, Cathédrale métropolitaine, Bibliothèque du chapitre cathédral et Bibliothèque colombine, Ms. 7-I-28 (Cancionero de la Colombina) (E-S 7-I-28)
  - 757 - Vérone, Bibliothèque du chapitre. MS 752 (I-VEcap 757)

- Ouvrages imprimés :
  - HAR - Harmonice Musices Odhecaton. 1501. Ottaviano Petrucci. Venise
  - FRO - Frottole [deuxième livre [?], Naples, Caneto, 1516 ?] (Florence, Biblioteca Marucelliana)
  - DEF - Jean IV de Portugal, Defensa de la música moderna (Lisbonne, 1649)
  - UPS - Villancicos de diversos autores. Jerónimo Scotto. Venise. 1556. (Cancionero de Uppsala)

### Discographie
- 1981 - [ANT] Obra Musical Completa de Juan del Enzina. Miguel Á. Tallante. Pro Mvsica Antiqva de Madrid y solistas. Nouvelle édition (1990) : MEC 1024 a 1027 CD
- ???? - [MAY] Mayrat. El Viaje del Agua. Grupo Odres. Saga WKPD-10/2035.
- 1960 - [ANG] Victoria de los Ángeles - Spanish Songs of the Renaissance. Victoria de los Ángeles. Ars Musicae de Barcelona. José Maria Lamaña.  Aussi avec d’autres enregistrements sur : Victoria de los Ángeles - Cantos de España. EMI Classics 7243 5 66 937 2 2 (4 CD).
- 1968 - [VIC] Songs of Andalusia. Victoria de los Ángeles. Ars Musicae de Barcelona. Enrique Gispert.  Aussi avec d’autres enregistrements sur : Victoria de los Ángeles - Cantos de España. EMI Classics 7243 5 66 937 2 2 (4 CD).
- 1970 - [EMC] Music of the Royal Courts of Europe 1150-1600. Early Music Consort of London. David Munrow.  Réédité en CD : The Pleasures of the Royal Courts. Elektra Nonesuch 9 71326-2.
- 1971 - [VAL] El Camino de Santiago. Cantos de peregrinación. Escolanía y Capilla Musical de la Abadía del Valle de los Caídos. Leoncio Diéguez. Laurentino Saenz de Buruaga. Cuarteto y Grupo de Instrumentos Antiguos Renacimiento. Ramón Perales de la Cal. EMI (Odeón) 7243 5 67051 2 8.
- 1974 - [BER] Old Spanish Songs. Spanish songs from the Middle Ages and Renaissance. Teresa Berganza. Narciso Yepes.  Aussi avec d’autres enregistrements sur : Canciones españoles. Deutsche Grammophon 435 648-2.
- 1976 - [MUN] The Art of the Netherlands. Early Music Consort of London, dir. David Munrow.
- 1984 - [COM] Romeros y Peregrinos. Grupo Universitario de Cámara de Compostela. Carlos Villanueva. EMI Classics CB-067.
- 1985 - [REN] Mon Amy. Ensemble Renaissance. Al Segno as 2004 2.
- 1987 - [KIN] Music from the Spanish Kingdoms. Circa 1500 Ensemble. CRD 3447.
- 1988 - [RIC] Music from the time of Richard III. Yorks Waits. Saydisc CD-SDL 364.
- 1989 - [HEN] Sacred and Secular Music from six centuries. The Hilliard Ensemble. Hyperion Helios CDH 55148.
- 1990 - [ZIR] Francisco de la Torre. La Música en la Era del Descubrimiento. Volumen 6. Taller Ziryab. Dial Discos.
- 1991 - [PAL] El Cancionero de Palacio, 1474-1516. Música en la corte de los Reyes Católicos. Hespèrion XX. Jordi Savall. Astrée (Naïve) ES 9943.
- 1991 - [HES] Juan del Encina: Romances y villancicos. Jordi Savall. Hespèrion XX. Astrée (Naïve) ES 9925.
- 1991 - [COL] El Cancionero de la Colombina, 1451-1506. Música en el tiempo de Cristóbal Colón. Hespèrion XX. Jordi Savall. Astrée (Naïve) ES 9954.
- 1991 - [DAE] El Cancionero de la Catedral de Segovia. Ensemble Daedalus. Roberto Festa. Accent ACC 9176.
- 1991 - [HIL] Spanish and Mexican Renaissance Vocal Music. Music in the Age of Columbus / Music in the New World. Hilliard Ensemble. EMI Reflexe 54341 (2 CD).
- 1992 - [WAV] 1492 - Music from the age of discovery. Waverly Consort. Michael Jaffee. EMI Reflexe 54506.
- 1993 - [ALT] In Gottes Namen fahren wir. Pilgerlieder aus Mittelalter und Renaissance. Odhecaton, Ensemble für alte Musik, Cologne. FSM 97 208.
- 1993 - [GOT] The Voice in the Garden. Spanish Songs and motets, 1480-1550. Gothic Voices. Christopher Page. Hyperion 66653.
- 1995 - [LAN] Landscapes. Three centuries of world music. David Bellugi et al. Frame 9506.
- 1995 - [RON] A Song of David. Music of the Sephardim and Renaissance Spain. La Rondinella. Dorian Discovery DIS-80130.
- 1995 - [CAN] Canciones, Romances, Sonetos. From Juan del Encina to Lope de Vega. La Colombina. Accent 95111.
- 1996 - [EGB] Sola m'ire. Cancionero de Palacio. Ensemble Gilles Binchois. Dominique Vellard. Virgin Veritas 45359.
- 1996 - [PIF] Los Ministriles. Spanish Renaissance Wind Music. Piffaro, The Renaissance Band. Archiv Produktion 474 232-2.
- 1996 - [ACC] Cancionero Musical de Palacio. Ensemble Accentus. Thomas Wimmer. Naxos 8.553536.
- 1998 - [FIC] De Antequara sale un moro. Musique de l'Espagne chrétienne, maure et juive vers 1492. Ensemble Música Ficta. Carlos Serrano. Jade 74 321 79256-2.
- 1998 - [UFF] Música no tempo das Caravelas. Música Antiga da UFF.
- 2000 - [SPI] Pilgerwege. Freiburger Spielleyt. Verlag der Spielleute CD 0003.
- 2000 - [CAR] Carlos V. Mille Regretz: La Canción del Emperador. La Capella Reial de Catalunya. Hespèrion XX. Jordi Savall. Alia Vox AV 9814.
- 2000 - [PEÑ] Anchieta: Missa Sine Nomine / Salve Regina. Capilla Peñaflorida. Ministriles de Marsias. Josep Cabré. Naxos 8.555772.
- 2000 - [POL] Polyphonic Songs from the Low Countries. Huelgas Ensemble. Paul Van Nevel. Klara Maestro Music Productions 013.
- 2001 - [INC] Cançoner del duc de Calàbria. Duos i Exercicis sobre els vuit tons. In Canto. La mà de guido 2043.
- 2001 - [SCH] Amours amours amours. Lautenduos um 1500. Schröder, Young. Harmonia mundi HMC 90 5253.
- 2002 - [DUF] Cancionero. Music for the Spanish Court 1470-1520. The Dufay Collective. Avie AV0005.
- 2002 - [ORL] The Toledo Summit. The Orlando Consort. Harmonia Mundi HMU 907328.
- 2003 - [AGO] Cancionero de Segovia. Manuscrito Musical s.s. del Archivo de la Catedral. Coral Ágora de Segovia. (Information sur coralagora.com)
- 2003 - [PAN] La Conquista de Granada - Isabel la Católica. Las Cortes europeas, los Cancioneros y Musica Andalusi Nazari. Música Antigua. Eduardo Paniagua. Pneuma PN-660.
- 2004 - [CAP] Isabel I, Reina de Castilla. Luces y Sombras en el tiempo de la primera gran Reina del Renacimiento 1451-1504. La Capella Reial de Catalunya y Hespèrion XX. Jordi Savall. Alia Vox AV 9838 (CD). Alia Vox AVSA 9838 (SACD-H).
- 2004 - [CDM] Cancionero de Palacio. Capella de Ministrers. Carles Magraner. Licanus CDM 0409.
- 2004 - [OBR] Obrecht. Chansons. Songs. Motets. Capilla Flamenca. Dirk Snellings. Eufoda 1361.
- 2005 - [CAB] Juan de Anchieta: Missa Rex Virginum - Motecta. Capilla Peñaflorida. Josep Cabré. K 617.
- 2005 - [CAM] Jacob Obrecht. De wereldlijke werken. Camerata Trajectina. La Caccia. Brisk. Louis Peter Grijp. Globe 6059.
- 2006 - [MAG] Borgia. Música religiosa en torno al papa Alejandro VI (1492-1503). Capella de Ministrers. Carles Magraner. Licanus CDM 0616.
- 2007 - [ODH] Peñalosa: Un Libro de Horas de Isabel La Católica. Odhecaton. Paolo Da Col. Bongiovanni 5623.
- 2007 - [FLA] Désir d’aymer. Love Lyrics around 1500, from Flanders to Italy. Capilla Flamenca. Eufoda 1396.

### Sources et bibliographie
- (es) Cet article est partiellement ou en totalité issu de l’article de Wikipédia en espagnol intitulé « Cancionero de Segovia » (voir la liste des auteurs).

- (es) Anglès, Higinio. La música en la corte de los Reyes Católicos, MME, i, 1941
- (fr) Anglès, Higinio. Un manuscrit inconnu avec polyphonie du XVe siècle conservé à la cathédrale de Ségovie, AcM, viii, 1936
- (en) Baker, N.K. An Unnumbered Manuscript of Polyphony in the Archives of the Cathedral of Segovia: its Provenance and History. Université du Maryland, 1978
- (nl) Bonda, Jan Willem, De meerstemmige Nederlandse liederen van de vijftiende en zestiende eeuw, Hilversum, Verloren, 1996, p.  48-53  (ISBN 9065505458)  (ISBN 9789065505453)
- (es) de Lama de la Cruz, V. Cancionero Musical de la Catedral de Segovia. Junta de Castilla y León. Salamanque, 1994.
- (es) González Cuenca, Joaquín. Cancionero de la catedral de Segovia. Textos poéticos castellanos. Museo de Ciudad Real, Ciudad Real, 1980.
- (es) Historia de la música española. Vol 2. Desde el Ars Nova hasta 1600. Samuel Rubio. Alianza Editorial. Madrid. 1983
- (es) Perales de la Cal, Ramón (éd.). Cancionero de la Catedral de Segovia. Éd. en fac-similé. Caja de Ahorros y Monte de Piedad de Segovia. Ségovie, 1977
- (es) Sohns, Eduardo (ed.). Cancionero de la Catedral de Segovia - Obras castellanas (Eduardo Sohns, Buenos Aires, 1999)
- (es) Sohns, Eduardo (ed.). Cancionero de la Catedral de Segovia - Duos (Eduardo Sohns, Buenos Aires, 2002)
- (es) Sohns, Eduardo (ed.). Cancionero de la Catedral de Segovia - De tous biens playne: siete versiones de una chanson (Eduardo Sohns, Buenos Aires, 1999)